# Außenleiter
| Bevorzugte Farbkennzeichnung von Außenleitern beim Dreiphasenwechselstrom im CENELEC-Raum: braun, schwarz, grau |
| L1 |
| L2 |
| L3 |

Ein Außenleiter  (umgangssprachlich Phase) ist ein Leiter, der im üblichen Betrieb unter Spannung steht und zur Übertragung oder Verteilung elektrischer Energie beitragen kann, aber kein Neutralleiter  (Mittelleiter) ist.
Bei einphasigen Anschlüssen mit einer Nennspannung von 230 V tritt er nur einfach auf und wird mit L bezeichnet (von englisch line conductor); bei Dreiphasenanschlüssen gibt es drei Außenleiter, die mit L1, L2 und L3 bezeichnet werden (früher R, S, T). In der Regel sind sowohl die Außenleiter wie auch der Neutralleiter stromführend. Einen stromführenden Leiter nennt man im englischen Sprachraum auch live conductor (englisch live = stromführend). Außenleiter wie auch Neutralleiter sind daher allesamt live conductors – nicht zu verwechseln mit den Außenleitern L1, L2 und L3 (= line conductors).
Beim Dreiphasenwechselstrom („Drehstrom“) erreichen die Wechselströme in den drei Außenleitern ihre Amplituden (zeitlich) bei unterschiedlichen Phasenwinkeln.
Im Niederspannungsnetz beträgt der Effektivwert der Spannung von Außenleitern in der Regel
- 230 V gegen den Neutralleiter sowie den Schutzleiter (welche auch als „Phasenspannung“ bezeichnet wird) und
- 400 V zwischen zwei Außenleitern (welche auch als „(Außen-)Leiterspannung“, „verkettete Spannung“ oder „Dreiecksspannung“ bezeichnet wird).

In der Schweiz war bis 2010 die Bezeichnung „Polleiter“ nach Norm vorgegeben, sie wurde auf „Außenleiter“ angepasst.